# 1507 год
1507 (ты́сяча пятьсо́т седьмо́й) год  по юлианскому календарю — невисокосный год, начинающийся в пятницу. Это 1507 год нашей эры, 7‑й год 1‑го десятилетия XVI века 2‑го тысячелетия, 8‑й год 1500‑х годов. Он закончился 518 лет назад.
| Пн | Вт | Ср | Чт | Пт | Сб | Вс |
|    |    |    |    | 1  | 2  | 3  |
| 4  | 5  | 6  | 7  | 8  | 9  | 10 |
| 11 | 12 | 13 | 14 | 15 | 16 | 17 |
| 18 | 19 | 20 | 21 | 22 | 23 | 24 |
| 25 | 26 | 27 | 28 | 29 | 30 | 31 |

| Пн | Вт | Ср | Чт | Пт | Сб | Вс |
| 1  | 2  | 3  | 4  | 5  | 6  | 7  |
| 8  | 9  | 10 | 11 | 12 | 13 | 14 |
| 15 | 16 | 17 | 18 | 19 | 20 | 21 |
| 22 | 23 | 24 | 25 | 26 | 27 | 28 |

| Пн | Вт | Ср | Чт | Пт | Сб | Вс |
| 1  | 2  | 3  | 4  | 5  | 6  | 7  |
| 8  | 9  | 10 | 11 | 12 | 13 | 14 |
| 15 | 16 | 17 | 18 | 19 | 20 | 21 |
| 22 | 23 | 24 | 25 | 26 | 27 | 28 |
| 29 | 30 | 31 |    |    |    |    |

| Пн | Вт | Ср | Чт | Пт | Сб | Вс |
|    |    |    | 1  | 2  | 3  | 4  |
| 5  | 6  | 7  | 8  | 9  | 10 | 11 |
| 12 | 13 | 14 | 15 | 16 | 17 | 18 |
| 19 | 20 | 21 | 22 | 23 | 24 | 25 |
| 26 | 27 | 28 | 29 | 30 |    |    |

| Пн | Вт | Ср | Чт | Пт | Сб | Вс |
|    |    |    |    |    | 1  | 2  |
| 3  | 4  | 5  | 6  | 7  | 8  | 9  |
| 10 | 11 | 12 | 13 | 14 | 15 | 16 |
| 17 | 18 | 19 | 20 | 21 | 22 | 23 |
| 24 | 25 | 26 | 27 | 28 | 29 | 30 |
| 31 |    |    |    |    |    |    |

| Пн | Вт | Ср | Чт | Пт | Сб | Вс |
|    | 1  | 2  | 3  | 4  | 5  | 6  |
| 7  | 8  | 9  | 10 | 11 | 12 | 13 |
| 14 | 15 | 16 | 17 | 18 | 19 | 20 |
| 21 | 22 | 23 | 24 | 25 | 26 | 27 |
| 28 | 29 | 30 |    |    |    |    |

| Пн | Вт | Ср | Чт | Пт | Сб | Вс |
|    |    |    | 1  | 2  | 3  | 4  |
| 5  | 6  | 7  | 8  | 9  | 10 | 11 |
| 12 | 13 | 14 | 15 | 16 | 17 | 18 |
| 19 | 20 | 21 | 22 | 23 | 24 | 25 |
| 26 | 27 | 28 | 29 | 30 | 31 |    |

| Пн | Вт | Ср | Чт | Пт | Сб | Вс |
|    |    |    |    |    |    | 1  |
| 2  | 3  | 4  | 5  | 6  | 7  | 8  |
| 9  | 10 | 11 | 12 | 13 | 14 | 15 |
| 16 | 17 | 18 | 19 | 20 | 21 | 22 |
| 23 | 24 | 25 | 26 | 27 | 28 | 29 |
| 30 | 31 |    |    |    |    |    |

| Пн | Вт | Ср | Чт | Пт | Сб | Вс |
|    |    | 1  | 2  | 3  | 4  | 5  |
| 6  | 7  | 8  | 9  | 10 | 11 | 12 |
| 13 | 14 | 15 | 16 | 17 | 18 | 19 |
| 20 | 21 | 22 | 23 | 24 | 25 | 26 |
| 27 | 28 | 29 | 30 |    |    |    |

| Пн | Вт | Ср | Чт | Пт | Сб | Вс |
|    |    |    |    | 1  | 2  | 3  |
| 4  | 5  | 6  | 7  | 8  | 9  | 10 |
| 11 | 12 | 13 | 14 | 15 | 16 | 17 |
| 18 | 19 | 20 | 21 | 22 | 23 | 24 |
| 25 | 26 | 27 | 28 | 29 | 30 | 31 |

| Пн | Вт | Ср | Чт | Пт | Сб | Вс |
| 1  | 2  | 3  | 4  | 5  | 6  | 7  |
| 8  | 9  | 10 | 11 | 12 | 13 | 14 |
| 15 | 16 | 17 | 18 | 19 | 20 | 21 |
| 22 | 23 | 24 | 25 | 26 | 27 | 28 |
| 29 | 30 |    |    |    |    |    |

| Пн | Вт | Ср | Чт | Пт | Сб | Вс |
|    |    | 1  | 2  | 3  | 4  | 5  |
| 6  | 7  | 8  | 9  | 10 | 11 | 12 |
| 13 | 14 | 15 | 16 | 17 | 18 | 19 |
| 20 | 21 | 22 | 23 | 24 | 25 | 26 |
| 27 | 28 | 29 | 30 | 31 |    |    |

## События
- 1493—1593 — Столетняя хорватско-османская война. Серия вооружённых конфликтов между Королевством Хорватия и Османской империей[1].
- 1501—1512 — Датско-шведская война[2].
- 1505—1517 — Португало-египетская война. Военный конфликт между Мамлюкским Египтом и колониалистской Португалией за господство в Индийском океане[3].
  - Апрель—август — осада Каннанура[4].
- 1507—1508 — денежная реформа Мухаммеда Шейбани-хана.
- 1507—1622 — Португало-персидская война. Ряд вооружённых конфликтов между колониалистской Португалией и вассальным Ормузом, с одной стороны, и Сефевидской империей, поддерживаемой англичанами, с другой[5].
  - Захвата португальцами островов Ормуз и Бахрейн, а также крепостей Кешм и Бендер-Аббас[5].
- 24 января — Сигизмунд I Старый коронован великим князем ВКЛ и королём Польши (избран в 1506)[6].
- Сигизмунд I Старый заключил союз с Крымским ханством против Русского государства (см. 1512, 1532, 1535, 1540, 1542)[6].
- Дожем Генуи избран красильщик шёлка Паоло да Нови. Армия и флот Людовика XII при поддержке патрициата осадила Геную. 
  - 28 апреля — город сдался, власть французов восстановлена.
- Покорение Мавераннахра и Хорасана Мухаммедом Шейбани-ханом. Узбеки переселились в Мавераннахр, а их место в низовьях Сырдарьи заняли казахи.
- Завершение завоевания Исмаилом Сефевидом Гиляна, Мазандерана, Луристана, Хузистана, Фарса, Кирмана, Армении, Западного Курдистана, Северной Месопотамии, Западной Грузии.
- Осада Самарканда. Вооружённое противостояние Казахского ханства и Бухарского ханства[7].

## Русское государство
Правление: 1505—1533 — Василий III Иванович
- 1505—1507 — русско-казанская война[8].
  - Март — казанский хан Мухаммед-Эмин присылает в Василию III посольство с предложением о заключении мира[9].
  - Посоветовавшись с братьями и боярами, великий князь соглашается и посылает к нему дьяка Елизара Сукова[9].
  - Весна—лето — хан освобождает посла Еропкина Михаила Степановича Кляпика и членов посольства, некоторых купцов, а также русских пленников (захвачены в 1505 и 1506 годах) и заключает мир, отменивший сюзеренитет Русского государства над Казанским ханством (см. 1512 год)[9].
  - 8 сентября — в Москве подписан мирный равноправный договор с Казанским ханством[10].
  - 23 декабря — в Казани подписан мирный договор с Москвою[10].
- Первый крупный крымский поход на Русское государство[11].
  - Лето — русское войско разбивает отряды крымских мурз, освободив русский полон[12].
- 1507—1508 — начало новой русско-литовской войны[8].
  - Литовцы сожгли г. Чернигов[13].
- Октябрь — Василий III повелевает перенести мощи своих прародителей, князей Рюриковичей, в новопостроенный Архангельский собор Московского кремля[9].
- Василий III Иванович предоставил материальную помощь посланникам Афонского монастыря[8].
- Иосиф Волоцкий, из-за конфликта в князем Фёдором Волоцким (1476-1513), предъявившим Иосифо-Волоцкому монастырю (основан в 1479) феодальные претензии, обратился к Ивану III, прося избавить монастырь от "удельного насильства" и принять в "своё великое государство". Конфликт разрешился в пользу Иосифа Волоцкого[14].
- Местничество: Ростовский Александр Владимирович  в споре с Немым-Шуйским Василиев Васильевичем и Булгаковым Михаилом Ивановичем[15].

### Города и поселения
- 1507—1520 — начато строительство каменной крепости в Туле[8].
- Ступино, пожаловано великим князем Троицко-Белопесоцкому монастырю (возник в начале XVI века, как починок Ступинский)[16].
- Сооружены новые укрепления в Ивангороде[8].

## Начало правления
См. также: Список глав государств в 1507 году

## Наука
- Немецкий картограф и географ Мартин Вальдземюллер на своей карте назвал новый, недавно открытый континент Америкой в честь Америго Веспуччи.

## Родились

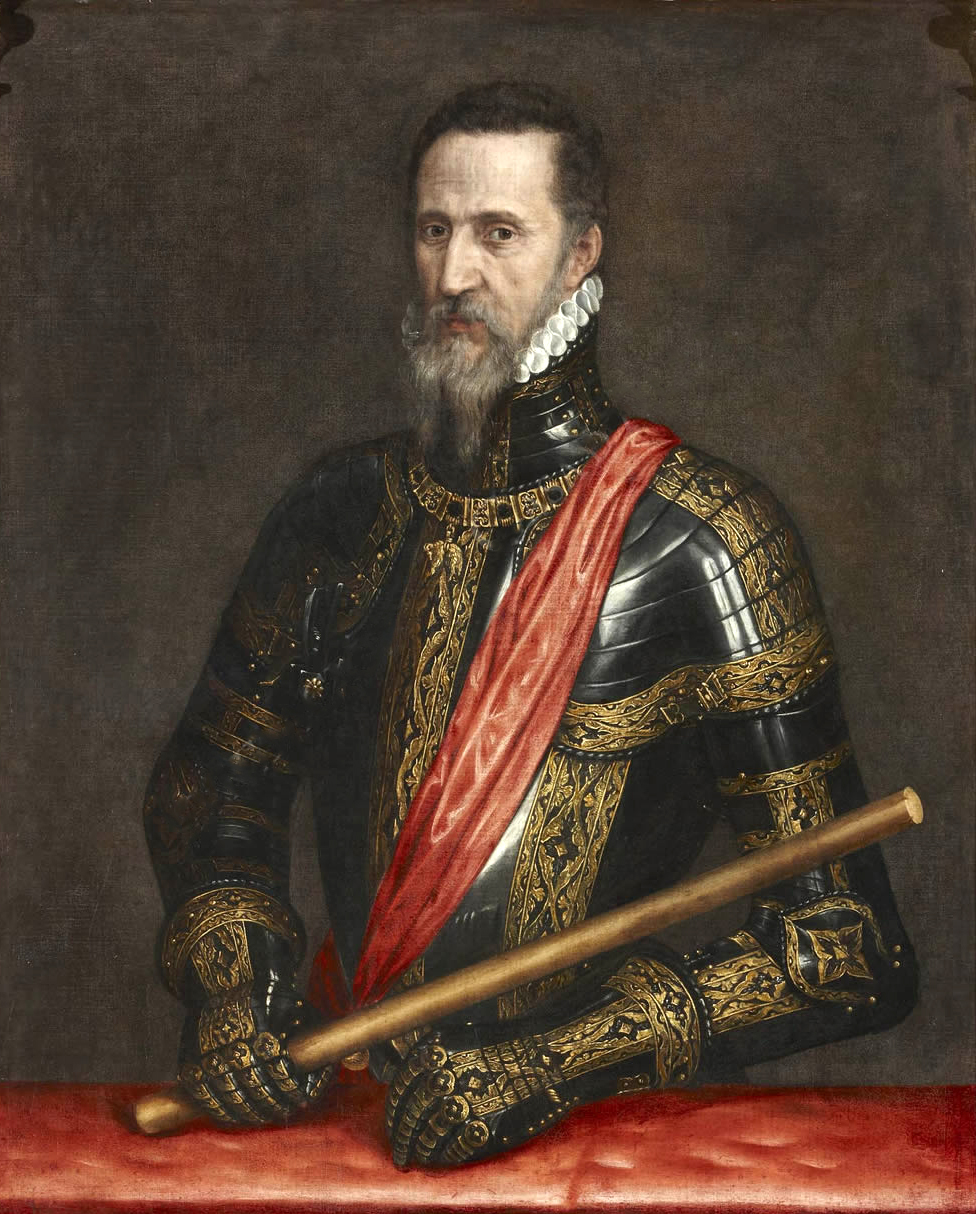
Изображение Фернандо Альвареса.

См. также: Категория:Родившиеся в 1507 году
- 11 февраля — Филипп (Колычёв), митрополит Московский и всея Руси[17].
- 29 октября — Фернандо Альварес де Толедо, герцог Альба, испанский политик и военачальник, правитель Испанских Нидерландов в 1559 — 1567 годах, известный жестоким подавлением Нидерландской революции (ум. 1582)
- Амда — князь тумэтов в 1543—1548, алтын-хан тумэтов в 1582—1583 годах.
- Джакомо да Виньола — архитектор-маньерист из Болоньи.
- Екатерина Австрийская — урождённая эрцгерцогиня Австрийская, инфанта Испанская и принцесса Бургундии. Супруга короля Жуана III, королева-консорт Португалии. Регент при своём внуке короле Себастиане.
- Чжу Хоуцун — китайский император династии Мин с 1521 по 1567 годы.

## Скончались

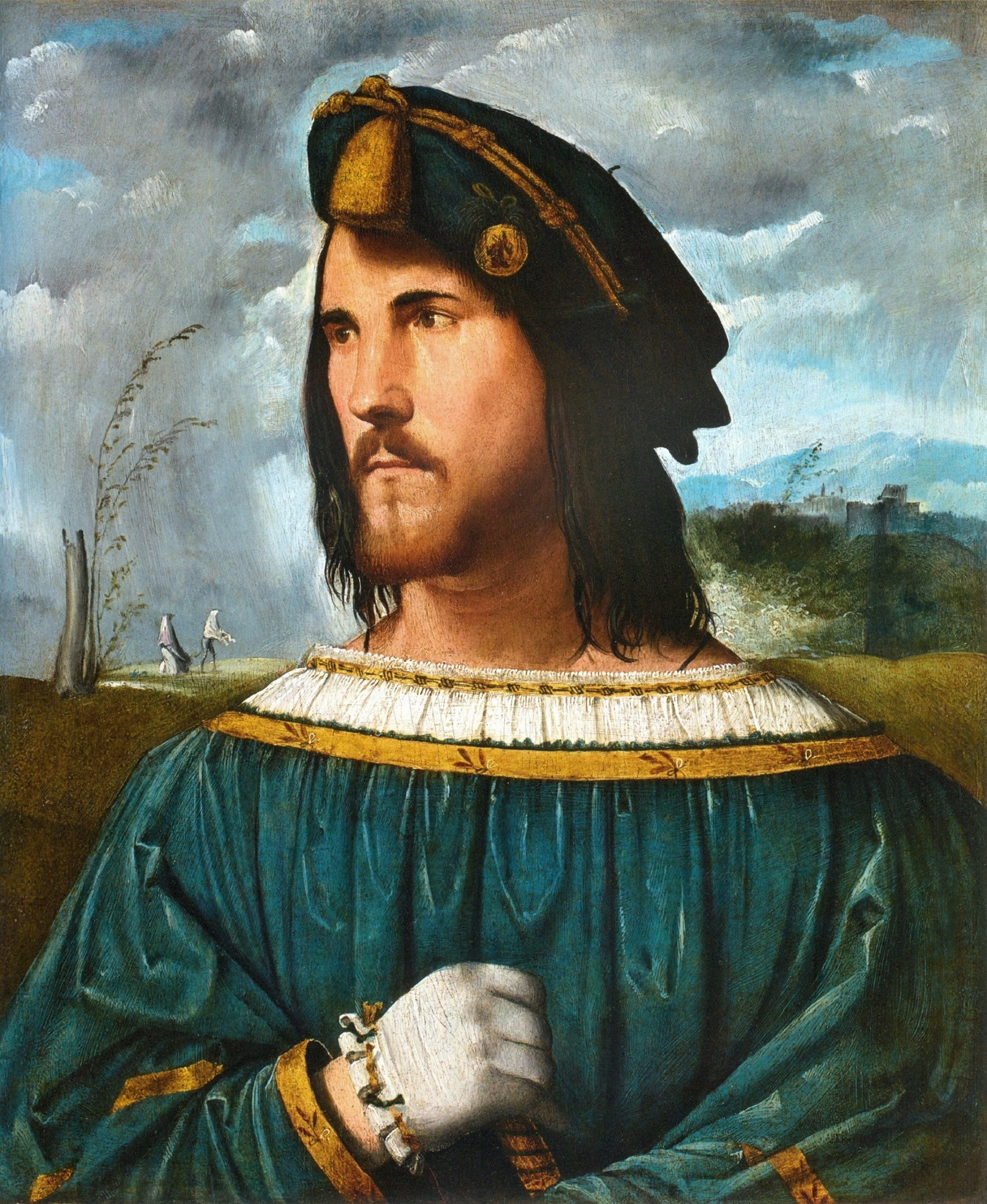
Изображение Чезаре Борджиа.

См. также: Категория:Умершие в 1507 году
- 11 февраля — Ян Глоговчик, польский астроном, математик, богослов, философ, врач и педагог (р. 1445).
- Беллини, Джентиле — итальянский художник.
- Бехайм, Мартин — немецкий учёный, негоциант и мореплаватель, долгое время находившийся на португальской службе. Создатель старейшего из сохранившихся до наших дней глобуса.
- Борджиа, Чезаре — политический деятель, герцог валансский и романьольский, принц Андрии и Венафро, граф дийосский, правитель Пьомбино, Камерино и Урбино, гонфалоньер и генерал-капитан Святой церкви. Сын Родриго Борджиа, будущего папы Александра VI, и Ваноццы де Каттани. Старший брат Лукреции Борджиа. Чезаре является одной из самых неоднозначных личностей в истории.
- Козимо Росселли — итальянский художник.
- Франциск из Паолы — католический святой, основатель ордена минимов.